# Год бедствий
Rampjaar (рус. Год бедствий, вар. рус. Год несчастий) — 1672 год в истории Нидерландов. В этом году Республика Соединённых провинций была атакована Англией, Францией, Мюнстером (Мюнстерским княжеством-епископством) и Кёльном (Кёльнским курфюршеством). Интервенты стремительно разбили голландскую армию и завоевали большую часть республики.
В результате города остальных прибрежных провинций — Голландии, Зеландии и Фрисландии — запаниковали. Власть в городах была передана оранжистам — сторонникам Вильгельма III Оранского, — которые выступали против республиканского режима Яна де Витта. Это предопределило конец первого республиканского периода в голландской истории.

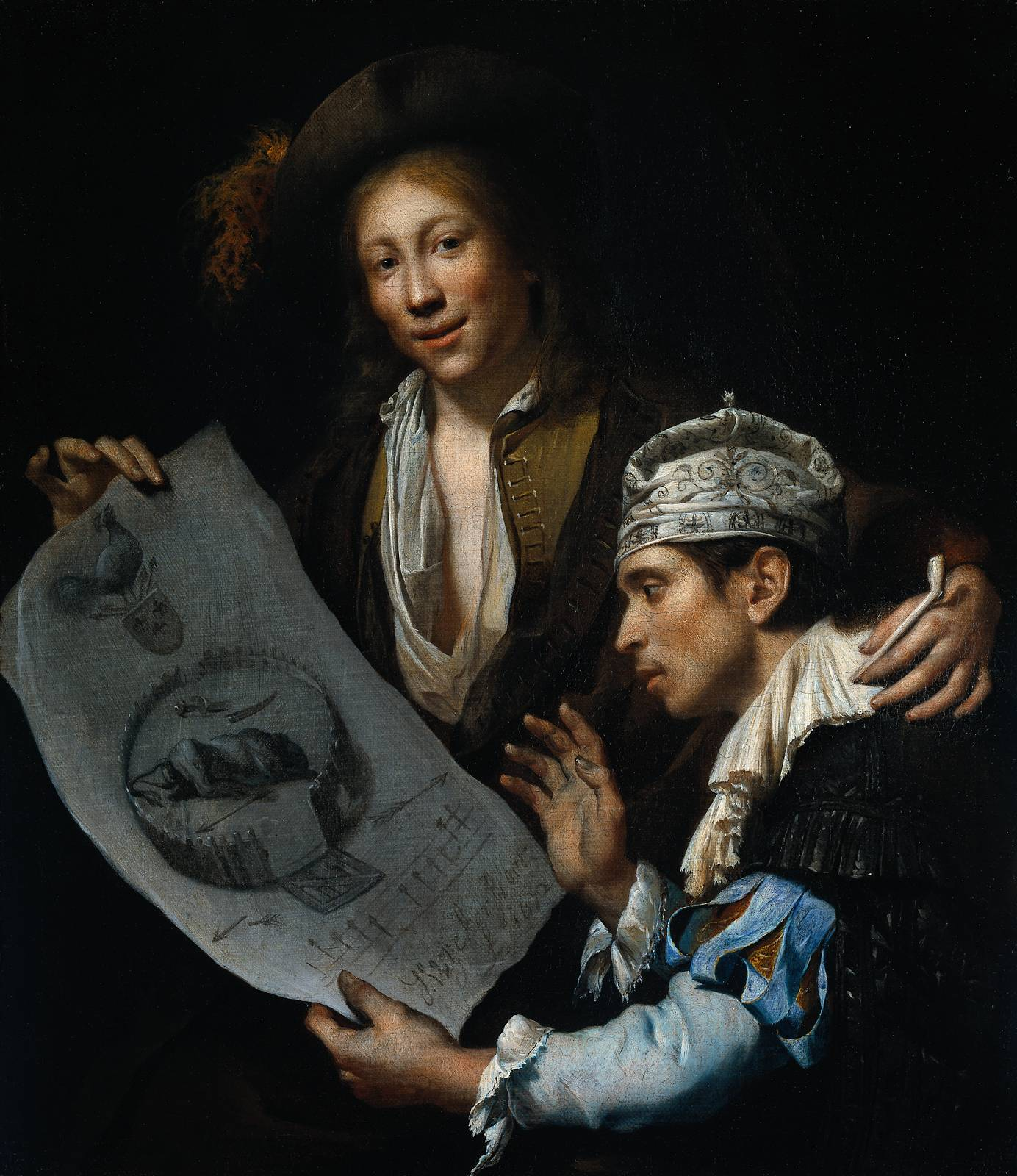
Аллегория Года несчастий, худ. Я. ван Вейкерслот (1673). Молодой оранжист показывает регенту рисунок, на нём голландский лев изображён внутри голландского двора, традиционного символа безопасности и целостности провинций Голландии. Лев представлен как слабый и беззащитный, его семь стрел (представляющих провинции), сломаны, а забор, окружающий двор, разбит. В верхней части рисунка торжествуют французский петух, расположенный на вершине трёх лилий, и четыре ворона. Мораль рисунка в том, что регент должен был прислушаться к увещеваниям оранжистов об угрозе со стороны Франции.

## Ситуация в республике

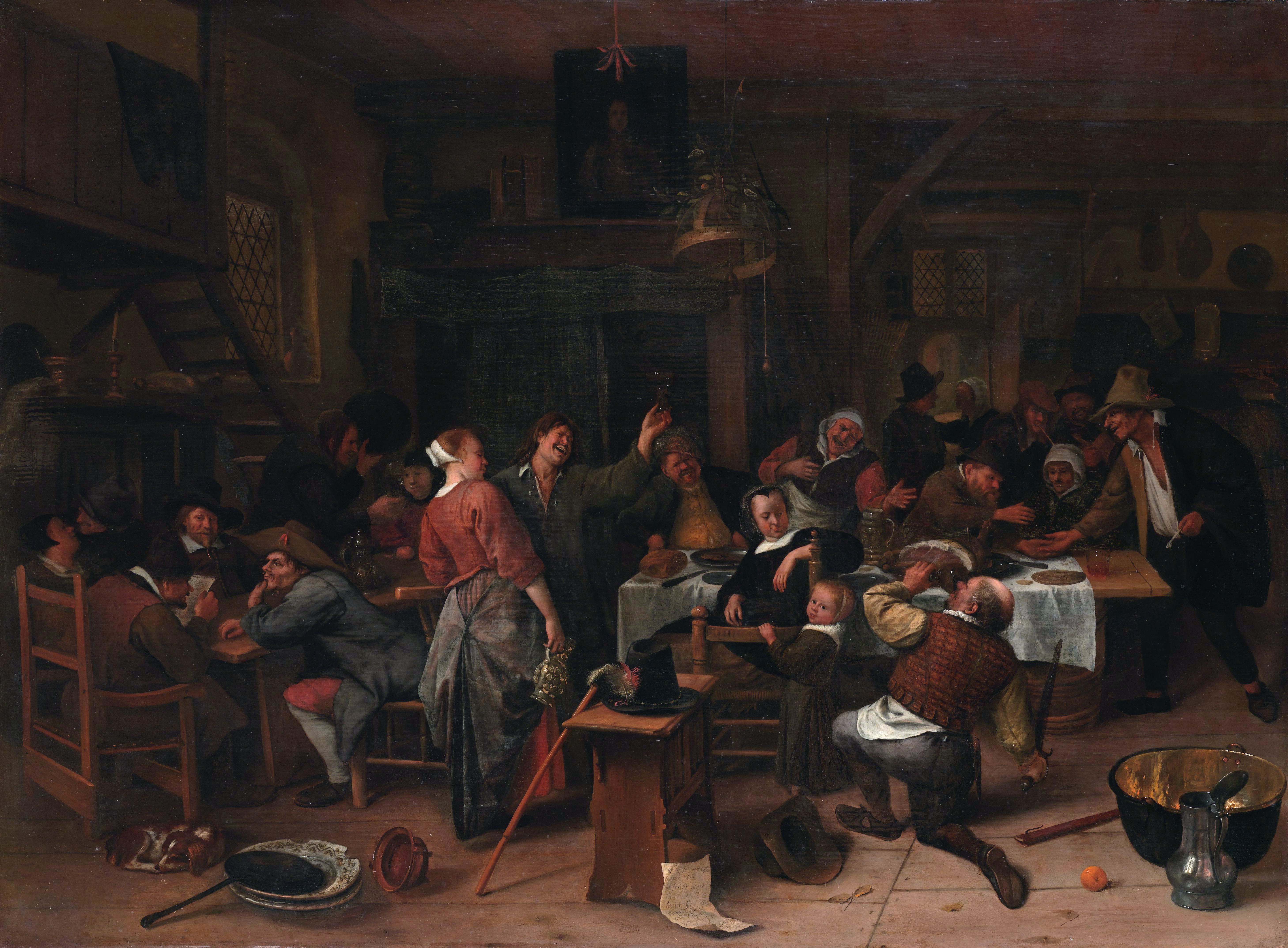
День Принца, худ. Я. Стеен (ок. 1665): оранжисты пьют за здоровье принца Оранского в его день рождения

Во время Восьмидесятилетней войны в голландском обществе сформировались две фракции — сторонники бюргерской олигархии, составлявшей большинство в Генеральных штатах, называемые «регентами», и сторонники правительства во главе с принцем Оранским — «оранжисты». Противоречия между фракциями переросли в открытый конфликт в 1650 году, когда Вильгельм II Оранский попытался захватить Амстердам, главный оплот регентов. После переговоров ему удалось добиться увольнения ряда своих противников с их должностей.
Вильгельм II умер от оспы в том же году, и Республиканская партия вернулась к власти. Ян де Витт был назначен Великим пенсионарием и возглавил Генеральные штаты Голландии — самой влиятельной провинции в республике.
Усиление регентов не обошлось без протестов со стороны оранжистов, но экономика страны была на подъёме, а на границах царил мир, поэтому возможности критиковать правительство они не имели.

## Внешняя политика
Когда Республика боролась за свою независимость от Испании, она заключила союз с Францией и Англией. В 1648 году, в рамках Вестфальского мира, Республика подписала мир с Австрией и Испанией. Франция заключила мир только с Австрией и продолжала борьбу с испанцами вплоть до 1659 года. Условием Пиренейского мира была женитьба Людовика XIV на Марии Терезии, дочери Филиппа IV.
В течение 1650—1660-х годов нарастала напряжённость между голландскими и английскими торговыми интересами. Первая англо-голландская война завершилась победой англичан. В секретном приложении к Вестминстерскому договору Голландия заявляла, что отменяет должность штатгальтера и никогда не позволит, чтобы Генеральные штаты Нидерландов назначили члена Оранского дома на высшие должности в государстве. Оливер Кромвель настаивал на этом условии, поскольку Вильгельм II Оранский оказал помощь Карлу I во время английской гражданской войны.
Когда в 1660 году во время английской Реставрации Карл II стал королём Англии, секретные статьи Вестминстерского договора были объявлены недействительными, но, к ужасу Голландии, Карл оставил в силе остальные статьи, негативно влиявшие на голландские торговые интересы.
Попытка англичан взять под контроль голландскую торговлю и колонии привела ко второй англо-голландской войне. Ян де Витт инициировал совершенствование голландского флота в ущерб сухопутной армии. С новым флотом и помощью Франции голландцы, в конечном счёте, победили англичан и оказали давление на их союзника Мюнстер. После смерти Филиппа IV Людовик XIV заявил о правах своей жены на наследство. Согласно тогдашнему законодательству, дочери от первого брака имели преимущество при наследовании перед сыновьями от более поздних браков. Таким образом, Мария Терезия, дочь от первого брака Филиппа IV, должна была унаследовать испанские Нидерланды, потому что сын Филиппа Карл II был от второго брака Филиппа. Это противоречило интересам Голландской республики, которая предпочитала иметь слабое государство в качестве своего соседа.
Из-за этого Ян де Витт заключил союз с англичанами и шведами. В секретных статьях договора они согласились на применение силы, если Людовик XIV не придёт к соглашению с Испанией.

## «Восстановление альянсов»
Франция заключила мир с Испанией, но из-за того, что секретные пункты Тройственного договора Голландии, Англии и Швеции вскоре были обнародованы, Людовик XIV чувствовал себя оскорблённым. Сразу же после заключения мирного соглашения Франция предприняла шаги, чтобы изолировать Голландскую республику. Швеция и Мюнстер были подкуплены, но английские власти не доверяли Людовику XIV. Однако Карл II увидел свою выгоду в войне французов с голландцами: поражение Республики могло привести к падению республиканского правительства, и племянник Карла, Вильгельм III Оранский, мог взять власть. Кроме того, война могла сокрушить голландскую конкуренцию в торговле. Наконец, Людовик обещал Карлу внушительную сумму денег, чтобы он мог править без компромиссов с парламентом.
В 1670 году при посредничестве сестры Карла Генриетты-Анны Стюарт, жены брата Людовика, Франция и Англия подписали секретный договор в Дувре.

## Движение к войне

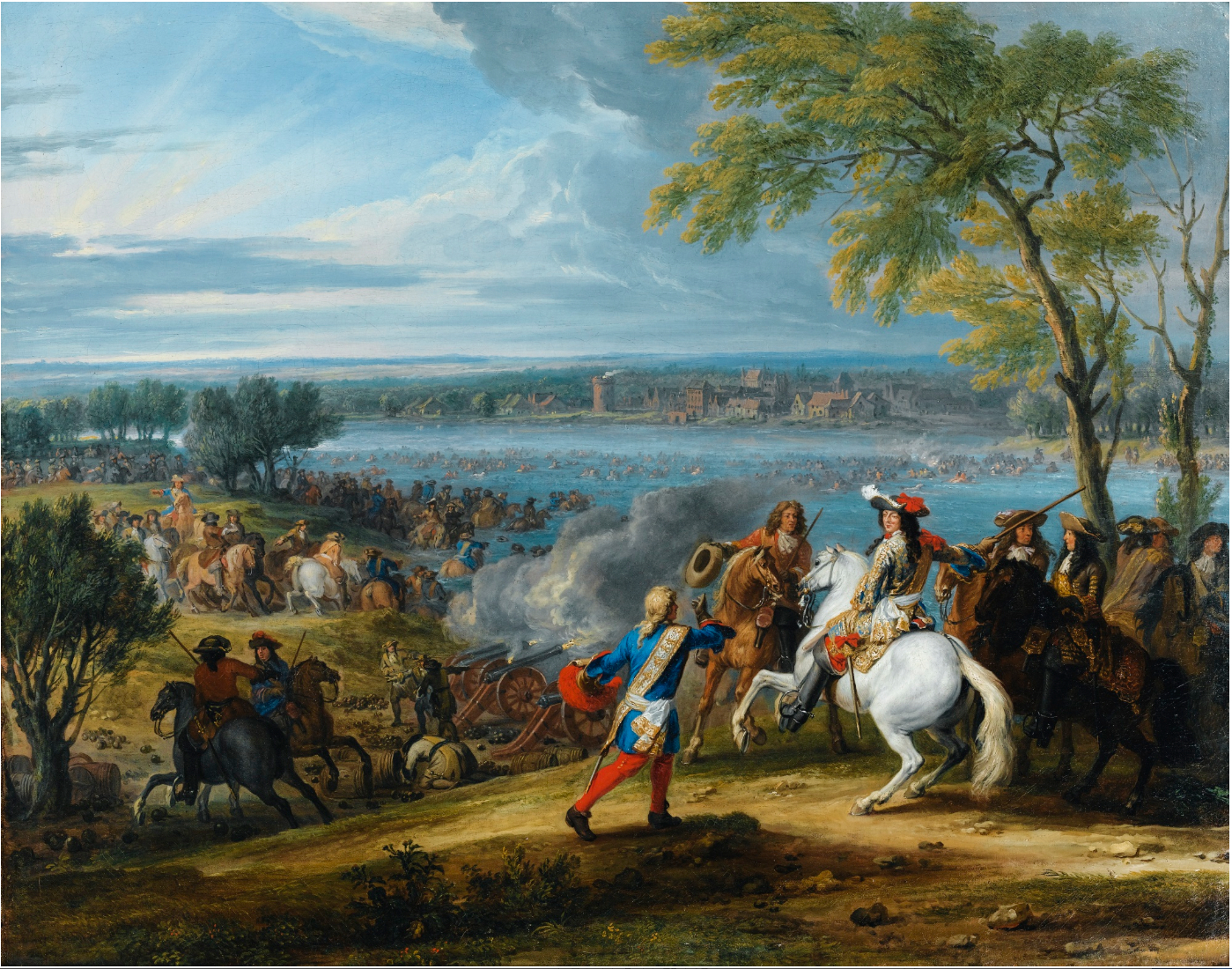
Людовик XIV на берегу Рейна

Голландцы были в курсе переговоров между Англией и Францией, но конкретные детали им были не известны. Ян де Витт рассчитывал на непопулярность войны с протестантской нацией в английском обществе и попытался улучшить отношения с французами. Дискуссия о статусе Испанских Нидерландов, однако, не дала результата. Франция увидела Рейн естественной границей своих территорий на востоке. Голландцы снова принялись укреплять оборону и вооружённые силы. Однако этому мешал недостаток средств: регенты неохотно выделяли деньги на армию и флот, считая солдат сторонниками оранжистов. С ростом вероятности войны усилилось давление на правительство Нидерландов с требованием назначить Вильгельма III генерал-капитаном (главнокомандующим) голландскими вооружёнными силами. Наконец, в феврале 1672 года Ян де Витт согласился с этими требованиями.

## Война
12 марта 1672 года английские корабли под командованием Роберта Холмса напали на голландский торговый конвой, шедший из Смирны. Франция, Кёльнское архиепископство и Мюнстерское епископство объявили войну голландцам в апреле. Используя территории союзников, французы провели свои войска в обход голландских укреплений и в июне вторглись в Нидерланды с востока.
После нескольких неудачных для голландцев сражений вся Республика была открыта для захвата французами. В городах Голландии, Зеландии и Фрисландии началась паника. Нижний и средний класс восстал против правительства, потребовал назначения принца Оранского штатгальтером и наказания лиц, виновных в войне и слабости армии. Правительство регентов пало, Ян де Витт и другие ушли в отставку, а к власти пришли оранжисты.

## Расправа с братьями де Витт

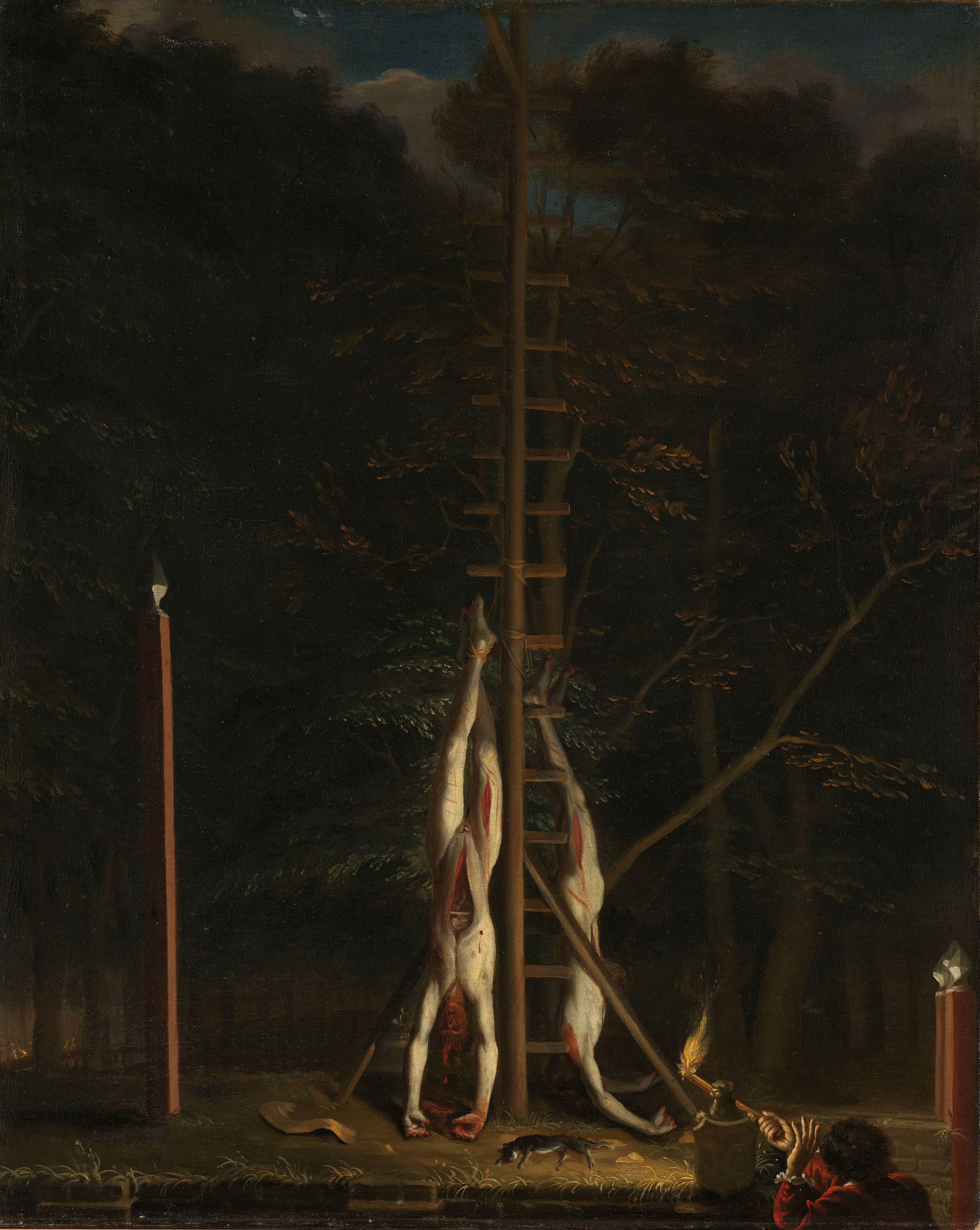
Тела братьев де Витт
художник Ян де Бан

Разъярённая толпа осталась неудовлетворённой и стала искать козлов отпущения. В августе Корнелиус де Витт, менее популярный брат Яна де Витта, был посажен в тюрьму в Гааге по подозрению в государственной измене и заговоре с целью убийства Вильгельма III. Когда Ян де Витт явился туда, чтобы навестить брата, охрана тюрьмы покинула посты под предлогом необходимости остановить группу крестьян-мародёров. После этого вокруг тюрьмы собралась толпа, требуя наказания братьев. Толпа ворвалась в тюрьму и убила братьев. Их тела были вынесены, а их внутренние органы вынуты и частично съедены толпой. Личности убийц так и остались неизвестными; по некоторым данным, позднее некоторые из них были награждены лично Вильгельмом III. Большинство современных историков подозревают, что убийство братьев было результатом заговора с участием Вильгельма.

## Перелом

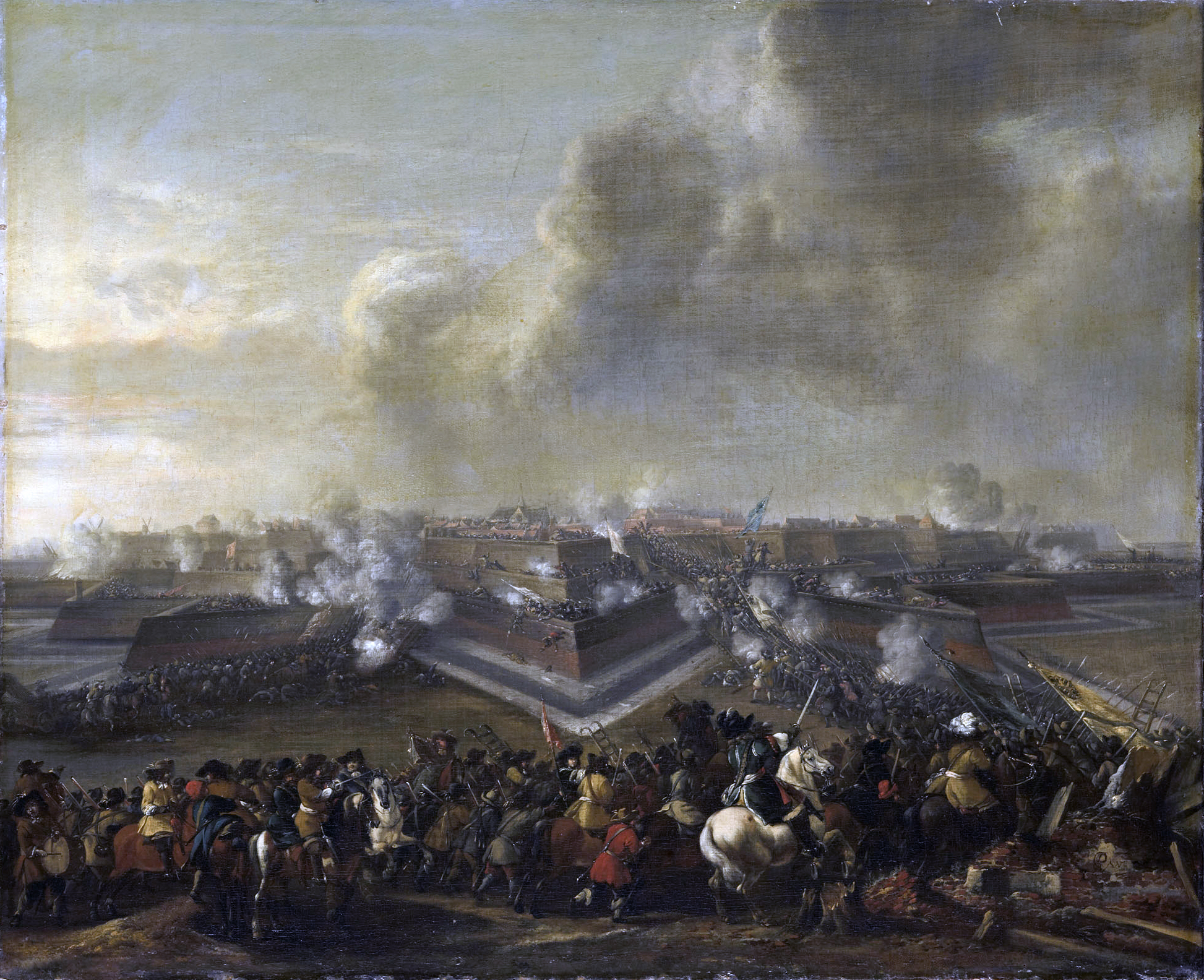
Штурм Кувордена, 30 декабря 1672, худ. П. Вуверман (ок. 1672—1682). «Год несчастий» завершился на позитивной ноте: Куворден был освобождён от мюнстерских войск

Французы пересекли Эйссел и подошли к Утрехту. Там начались переговоры. Людовик XIV и Карл II хотели, чтобы Вильгельм III Оранский стал суверенным правителем Голландского княжества, но при этом англичане собирались оставить в ключевых голландских городах оккупационные войска. Людовик обещал оранжистам мир в обмен на южные крепости, религиозную свободу для католиков и шесть миллионов гульденов золотом. Эти требования, особенно в отношении контрибуции, привели к народному возмущению: настроения в обществе резко изменились с пораженчества к упорной решимости противостоять французам.
В то время пока проходили переговоры, французы не смогли помешать голландцам затопить часть своих территорий и сформировать армию во главе с Вильгельмом III. Голландский флот адмирала де Рюйтера победил англо-французский флот в битве при Солебее 28 августа 1672 года, а мюнстерские войска были вынуждены снять осаду Гронингена.
Наконец, Священная Римская империя и Испания приняли сторону Нидерландов. В 1673 году союзники захватили Бонн. Это вызвало отступление французов из Нидерландов. Англия, Мюнстер и Кёльн заключили мир в 1674 году, а французы сражались с голландцами до 1678 года.

## Последствия
Опыт «Года несчастий» оказал значительное влияние на голландскую внешнюю политику. Вильгельм III сделал смыслом своей жизни защиту Республики и Европы от французского господства. Во всех войнах Людовика XIV голландцы будут его противниками. В 1688 году голландцы мобилизовали все свои ресурсы для того, чтобы вторгнуться в Британию и свергнуть католическую династию Стюартов (Славная революция). Вместе с Вильгельмом III в Англию переехали многие деятели искусства, купцы и аристократы, что привело к ослаблению позиций Голландии на мировой арене. Голландская экономика пережила тяжёлый кризис и никогда полностью не восстановилась, хотя голландский Золотой век, как считается, продолжался до конца столетия.